# Вонгпаттанакит, Панипак
Панипак Вонгпаттанакит (тайск. พาณิภัค วงศ์พัฒนกิจ; род. 8 августа 1997, Сураттхани) — тайская тхэквондистка, представительница весовых категорий до 46 и до 49 кг. Двукратная олимпийская чемпионка (2020 и 2024), двукратная чемпионка мира, двукратная чемпионка Азии и чемпионка Игр Юго-Восточной Азии, чемпионка Азиатских игр, победительница многих турниров национального значения. Выступает за сборную Таиланда с 2013 года.

## Биография

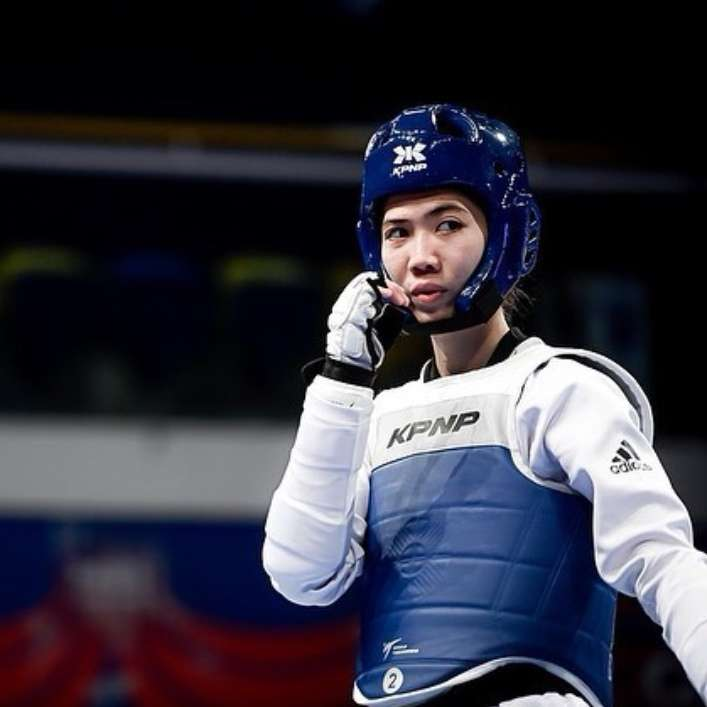
2023 год

Панипак Вонгпаттанакит родилась 8 августа 1997 года в городе Сураттхани. Серьёзно заниматься тхэквондо начала в возрасте девяти лет, с 2011 года уже активно выступала на различных юношеских соревнованиях по этому виду спорта.
Первого серьёзного успеха на взрослом международном уровне добилась в сезоне 2013 года, когда вошла в основной состав тайской национальной сборной и побывала на Играх Юго-Восточной Азии в Мьянме, откуда привезла награду серебряного достоинства.
В 2014 году в весовой категории до 46 кг одержала победу на чемпионате Азии в Ташкенте, заняла первое место на юношеских Олимпийских играх в Нанкине, взяла бронзу на Азиатских играх в Инчхоне. За эти выдающиеся спортивные достижения по итогам сезона удостоена Ордена Дирекгунабхорна 4 класса.
Триумфально выступила на чемпионате мира 2015 года в Челябинске, где в суперлёгкой весовой категории победила всех своих соперниц по турнирной сетке, в том числе в финале взяла верх над представительницей Украины Ириной Ромолдановой, и завоевала тем самым золотую медаль.
Благодаря череде удачных выступлений удостоилась права защищать честь страны на летних Олимпийских играх 2016 года в Рио-де-Жанейро — здесь в категории 49 кг благополучно прошла первую соперницу, но во втором поединке на стадии четвертьфиналов была побеждена кореянкой Ким Со Хи, которая в итоге и стала победительницей этих Игр. При всём при том, в утешительных встречах за третье место Вонгпаттанакит одолела обеих оппоненток и заслужила бронзовую олимпийскую медаль.
После бразильской Олимпиады Панипак Вонгпаттанакит осталась в основном составе тхэквондистской команды Таиланда и продолжила принимать участие в крупнейших международных турнирах. Так, в 2017 году она добавила в послужной список золотую награду, полученную на летней Универсиаде в Тайбэе, а также стала серебряной призёркой мирового первенства в Муджу — в решающем финальном поединке была остановлена сербской тхэквондисткой Ваней Станкович.
На Олимпийских играх 2020 года завоевала золотую медаль в категории до 49 кг. В финале Вонгпаттанакит победила юную испанку Адриану Сересо. Это была 10-я олимпийская золотая медаль в истории Таиланда и первая, завоёванная не в боксе или тяжёлой атлетике.
В 2023 году на чемпионате мира в Баку в категории до 49 кг тайка завоевала серебряную медаль. В финальной схватке она уступила спортсменке из Турции Мерве Динчел.